# Углофф, Леон
Леон Углофф, первоначально — Лев Львович Углов (фр. Léon Ougloff; 4 октября 1919, Троицк, Оренбургская губерния — 24 июля 1947, Рабат, Марокко) — французский лётчик-истребитель российского происхождения, в годы Второй мировой войны служивший в авиаполку «Нормандия — Неман».

## Биография
Настоящее имя Ростислав. Из-за того, что французам трудно было произносить это имя, взял французский вариант имени отца. Лев Львович Углов родился в Троицке (Оренбургская губерния, ныне в составе Челябинской области) 4 октября 1919 года в семье деникининского офицера Льва Углова. В годовалом возрасте вместе с родителями в 1920 году эмигрировал из Крыма во Францию, где в 1933 году натурализовался под именем Леон Углофф и получил гражданство Франции.
В 17 лет поступает в аэроклуб, а через два года, 10 марта 1939 года — призывается в армию в авиацию. Получив специализацию военного лётчика 28 июня 1939 года, направляется в лётную школу в Аворе, затем — Инструкторский центр лётчиков-истребителей в Оране.
В течение 1940—1943 годов был приписан к различным истребительным группам, пока не вступил в Военно-воздушные силы Свободной Франции. 22 мая 1944 года стал добровольцем эскадрильи «Нормандия». 17 октября прибывает в СССР в эскадрилью «Руан», в составе которой участвует в воздушных сражениях над Восточной Пруссией. В общей сложности Углофф на Як-3 сбил 8 самолётов противника, включая Me.109 и Fw.190. Войну закончил в звании младшего лейтенанта, получив несколько военных наград СССР и Франции. 20 июня 1945 года вернулся во Францию вместе со своими боевыми товарищами.
21 ноября 1945 года был назначен инструктором в лётной школе в Туре. 1 января стал кавалером ордена Почётного легиона. С 8 июля 1946 года назначен инструктором лётной школы в Коньяке. Получив звание лейтенанта, Углофф возвращается в авиаполк «Нормандия — Неман», расквартированный в то время в Рабате (Марокко). 24 июля 1947 года погиб во время выполнения задания в Темаре: его самолёт, летя на очень малой высоте, задел провода телефонной линии, ударился о стену здания, а затем вылетел в море.

## Награды
- Орден Почётного легиона;
- Военный крест 1939—1945 годов;
- Орден Отечественной войны II степени;
- Медаль «За победу над Германией в Великой Отечественной войне 1941—1945 гг.»[2];
- Медаль «За взятие Кёнигсберга».